# Heinrich Lismann
Heinrich Lismann (geboren 21. September 1870 in Frankfurt am Main, Königreich Preußen; gestorben 26. Februar 1950 in Richmond (Virginia)) war ein deutscher Bankier.

## Leben
Heinrich Lismann war ein Sohn des Kaufmanns Gerson Lismann (1831–1904) und dessen zweiter Ehefrau Aurelie Neumann (1848–1922), er hatte acht Geschwister. Lismann heiratete 1908 Rosa Blankenstein (1887–1972), sie hatten zwei Kinder. Der Maler Hermann Lismann war ein Cousin, er wurde ein Opfer des Holocaust.
Lismann besuchte die Schule in St. Petersburg und in Frankfurt und durchlief danach eine Ausbildung im Bankgeschäft. Im Jahr 1897 trat er in das Finanz- und Immobiliengeschäft „G. Lismann, vorm. Julius Jaffé und Sohn“ des Vaters ein, dessen Leitung er im Jahr 1902 zusammen mit seinem Bruder Rudolf (1871–1946) unter der Firmenbezeichnung „Gebrüder Lismann“ übernahm. Nach dem Ersten Weltkrieg bauten sie das Geschäft zu einem Bankhaus, einer Versicherung und einem Handelshaus aus. 
Lismann engagierte sich als Organisator und Mäzen in der sozialen Arbeit. Im Ersten Weltkrieg schuf er in Frankfurt zusammen mit dem lokalen Verein vom Roten Kreuz den „Lokalausschuss für Kriegsgefangenenhilfe und Vermisstennachforschung“, aus dem nationale Institutionen hervorgingen. Der Lokalausschuss setzte sich auch für die Verbesserung der Lage ausländischer Kriegsgefangener im Deutschen Reich ein. 
Er organisierte im Krieg und in der Weimarer Republik lokale und nationale Spendensammlungen für karitative Zwecke und andere öffentliche Angelegenheiten, so die „Zeppelin-Eckener-Spende“ zum Bau des LZ 127. Lismann wurde im Ersten Weltkrieg mit dem Roten Adlerorden IV. Klasse, mit der Rote-Kreuz-Medaille und dem Hessischen Ehrenzeichen für Kriegsverdienste ausgezeichnet. Er erhielt 1930 die Ehrenplakette der Stadt Frankfurt am Main. 
Nach der Machtübergabe an die Nationalsozialisten 1933 schied er aus allen Wohltätigkeitsorganisationen aus und durfte sich nur noch im Rahmen des Jüdischen Lehrhauses und der Jüdischen Winterhilfe karitativ betätigen. 
Lismann emigrierte 1938 nach Frankreich, seine Kinder flohen in die USA. Das Bankhaus wurde 1938 geschlossen und das Grundstück in Frankfurt 1940 arisiert. Lismann und seinem Bruder Rudolf gelang noch im März 1943 die Flucht aus dem besetzten Frankreich in die Schweiz. 1946 übersiedelte Heinrich Lismann zu seinen Kindern nach Richmond/Virginia.